# Le Pouvoir des fleurs
Singles de Laurent Voulzy
Le Rêve du pecheur
(1992) Le Cantique mécanique
(1993)
Le Pouvoir des fleurs est une chanson de Laurent Voulzy, écrite par Alain Souchon et composée par Laurent Voulzy.

## Historique
Elle paraît d'abord en 1992 dans l'album Caché derrière, puis reparaît sur un single où cette fois-ci, il occupe la face A.
Elle apparaît sur la compilation Saisons en 2003.

## Titre et thèmes
La chanson évoque le pouvoir des fleurs, leurs messages et leurs symboles. Plusieurs fleurs sont cités dans la chanson : le jasmin, le lilas, la rose, le géranium. La musique a été composée par Laurent Voulzy et les paroles sont signées d'Alain Souchon.
Cette chanson est perçue[Par qui ?] comme un hymne à la paix et au respect de la nature et de l'environnement. Elle est devenue emblématique pour l'écologie[réf. nécessaire] puisqu'elle évoque un respect de la vie dans la nature, y compris des animaux ; ainsi dans ce paragraphe : 
"Ah! sur la terre

il y a des choses à faire

pour les enfants, les gens, les éléphants

ah! tant de choses à faire

et moi pour

te donner du cœur

je t'envoie des fleurs."

## Succès et postérité
Le Pouvoir des fleurs est devenu un des plus grands succès de Laurent Voulzy. 
Elle a été reprise plusieurs fois notamment par Les Enfoirés en 2001 lors du concert L'Odyssée des Enfoirés et dernièrement en 2016 par les Kids United.